# 라덴부르크

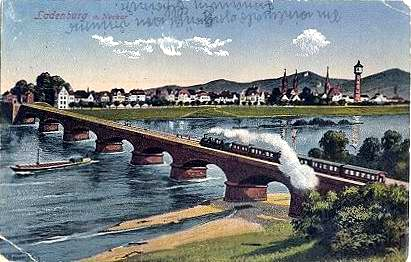
1900년 라덴부르크

라덴부르크(Ladenburg)는 독일 바덴뷔르템베르크주 북서쪽에 있는 마을이다.
마을의 역사는 Lopodunum 이라고 불렸던 켈트 시대와 로마 시대로 거슬러 올라간다. 트라야누스 황제는 서기 98년에 도시의 지위 ('시비 타스')로 승격했다. 역사적인 구시 가지와 목골조는 중세 후기로 거슬러 올라간다. 자동차 발명가인 카를 벤츠도 라덴부르크에 살았다. 그의 아내 Bertha의 이름을 딴 Bertha Benz Memorial Route는 마을을 관통한다.

## 지리학

### 위치 및 자연 환경
이 지역은 Upper Rhine Plain 의 Rhine-Neckar 메트로폴리탄 지역에서 고도 96 ~ 106m의 Neckar 충적 원뿔에 자리 잡고 있다. 건설 지역의 남쪽에 Kandelbach가 Neckar로 흘러 들어간다. 이 지구는 1900 헥타르가 넘는다. 이 중 24.7 %는 정착지와 교통 지역, 71.8 %는 농업용, 2.8 %는 수역이다.
가장 가까운 주요 도시는 각각 약 11km, 남동쪽의 하이델베르크, 북서쪽의 만하임 (직접 국경이 없는 북서쪽)이다.

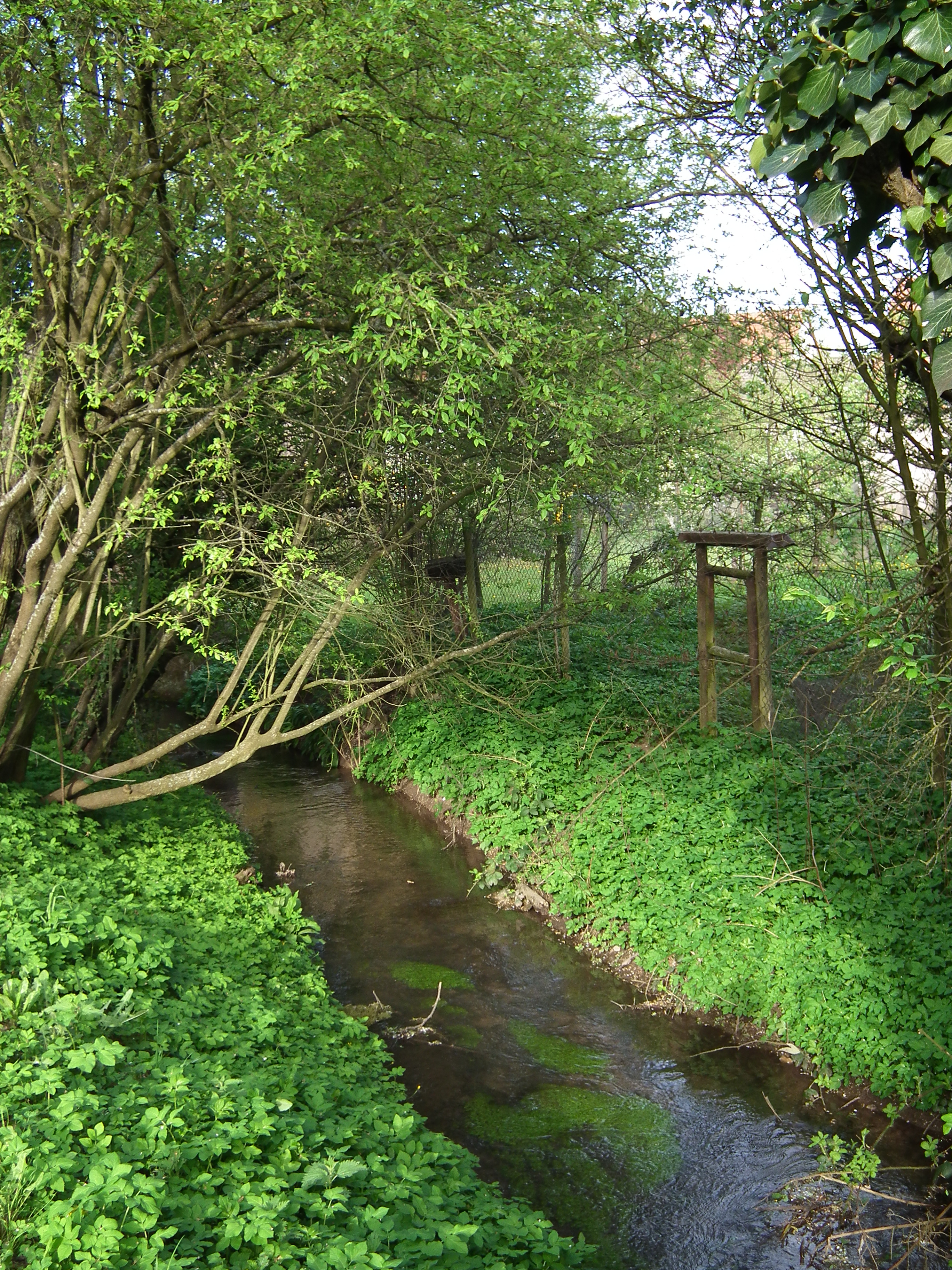
라덴 부르크의 칸델 바흐
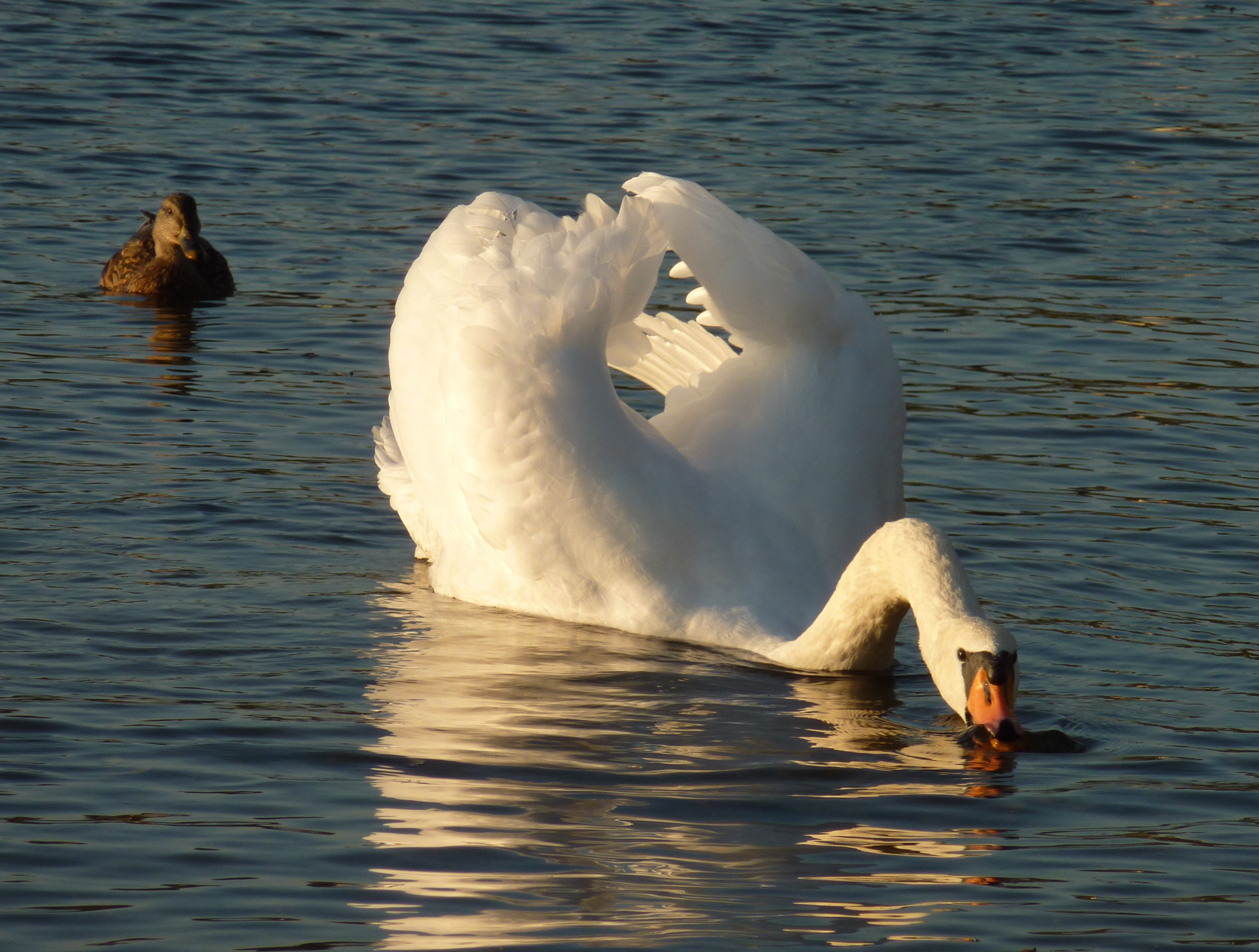
네카에 백조
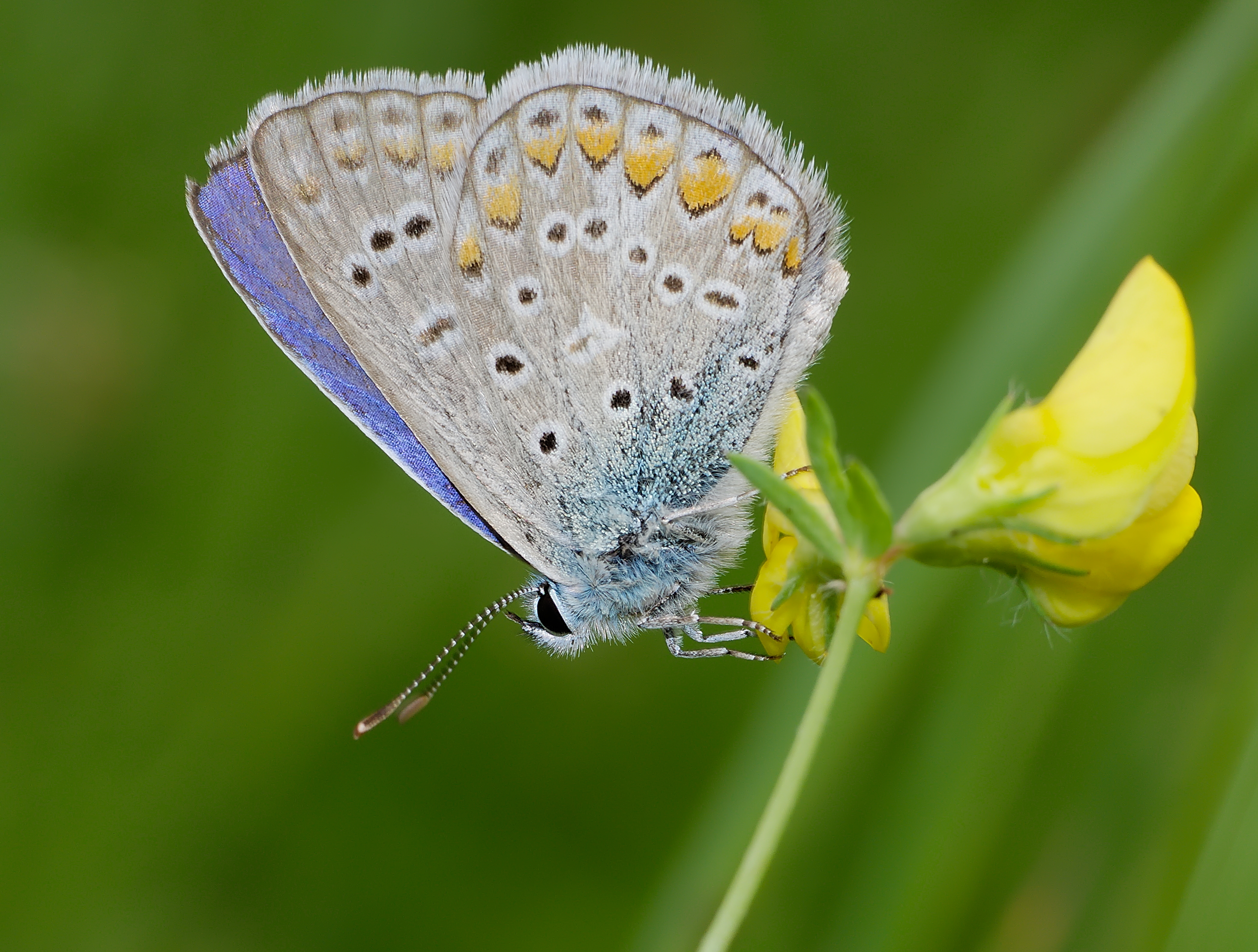
수컷 Polyommatus icarus
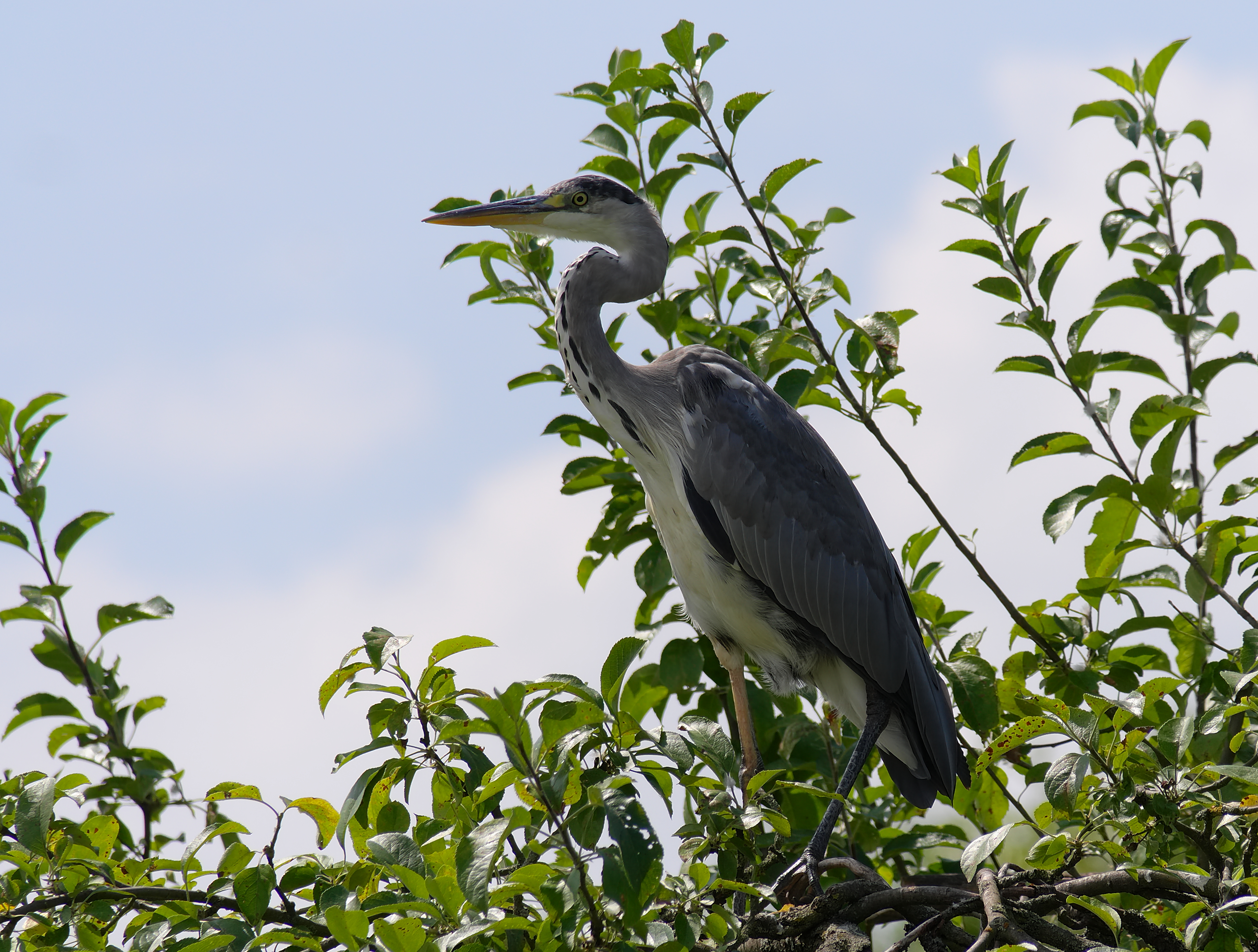
회색 헤론
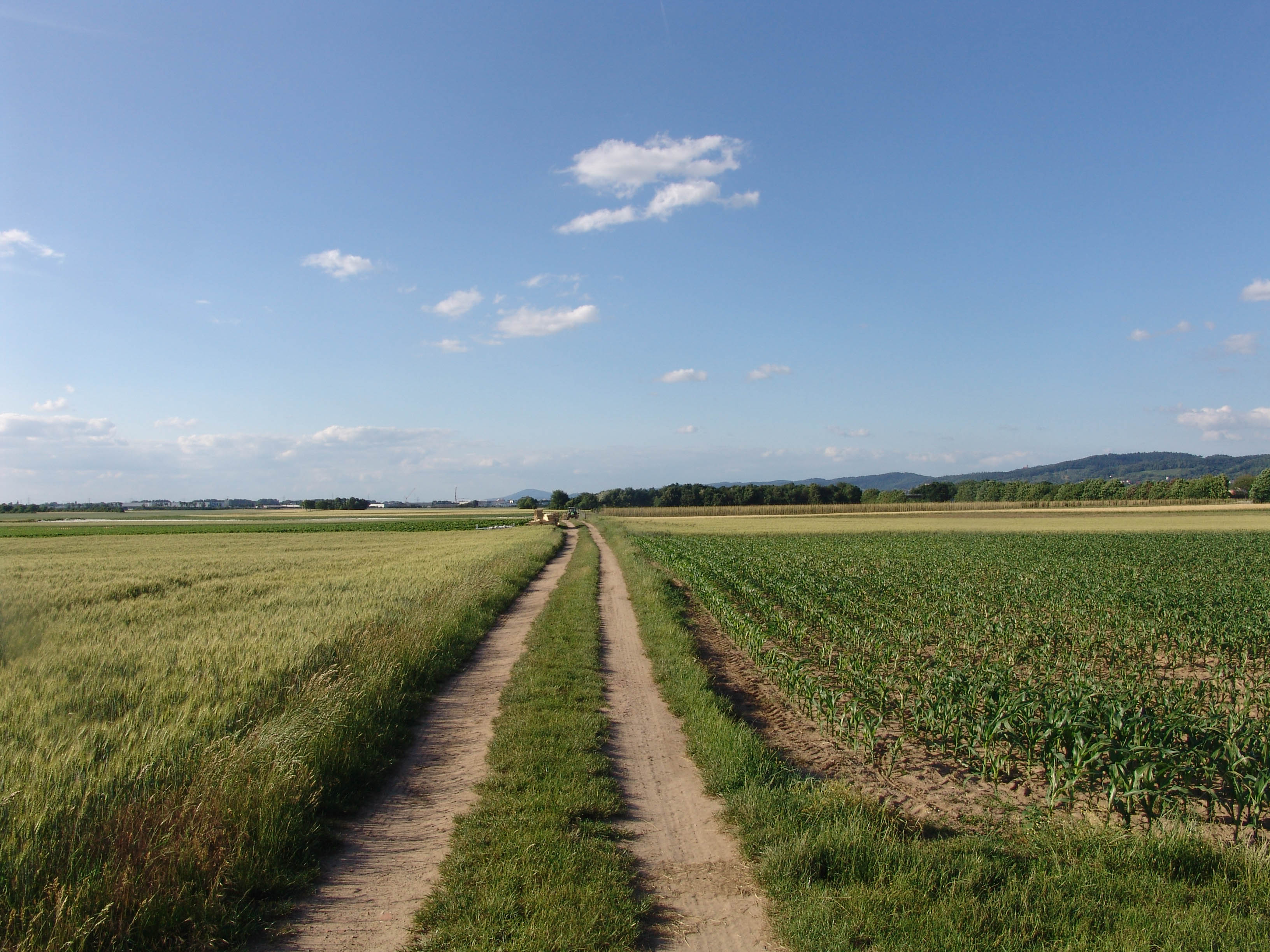
[en→ko]Ladenburg is surrounded by fields

### 타운 분할
Neubotzheim Neuzeilsheim Rosenhof 지구의 작은 마을은 Ladenburg 마을에 속한다. 마을의 영역에서이다 Wüstungen Botzheim, Meerhof 및 Zeilsheim의는.

### 이웃 마을
Ladenburg의 도시 지역은 Neckar 강 서쪽의 Ilvesheim, 북쪽의 Heddesheim, Hirschberg의 Leutershausen 마을은 북동쪽에서 Odenwald 방향으로 이어지고, Leutershausen의 남쪽에는 Bergstrasse 마을 Schriesheim 이 있고 남동쪽에는 Dossenheim 이 있다. Neckar 강의 코스는 Edingen-Neckarhausen 의 경계를 형성한다.

### 기후
하이델베르크와 마찬가지로 라덴부르크는 독일에서 가장 따뜻한 지역에 속한다. 이 지역의 강수량은 서쪽에서 동쪽으로 증가하고 650 ~ 800mm 사이에서 변동한다. 하이델베르크에서 가장 가까운 기후 관측소는 1971년에서 2000년 사이에 평균 기온이 11.1 ° C이고 강수량이 745mm로 측정되었다. 한 해 중 가장 따뜻한 달은 7 월이며, 평균 기온은 20.1 ° C이며, 가장 추운 달은 1 월이며 2.5 ° C다.
| 하이델베르크 1971–2000의 월평균 기온과 강수량 \| \| 1 월 \| 2 월 \| 3 월 \| 4 월 \| 5 월 \| 6 월 \| 7 월 \| 8 월 \| 9 월 \| 10 월 \| 11 월 \| 12 월 \| \| \| \| 온도 ( ° C ) \| 2,5 \| 3,6 \| 7,3 \| 10,5 \| 15,2 \| 17,8 \| 20,1 \| 19,8 \| 15,9 \| 11,1 \| 6,0 \| 3,6 \| 영형 \| 11,1 \| \| Niederschlag ( mm ) \| 48 \| 44 \| 53 \| 49 \| 77 \| 79 \| 81 \| 56 \| 64 \| 64 \| 68 \| 63 \| Σ \| 745 \| |      |      |      |      |      |      |      |      |      |       |       |       |      |      |
| | 1 월 | 2 월 | 3 월 | 4 월 | 5 월 | 6 월 | 7 월 | 8 월 | 9 월 | 10 월 | 11 월 | 12 월 |      |      |
| 온도 ( ° C ) | 2,5  | 3,6  | 7,3  | 10,5 | 15,2 | 17,8 | 20,1 | 19,8 | 15,9 | 11,1  | 6,0   | 3,6   | 영형 | 11,1 |
| Niederschlag ( mm ) | 48   | 44   | 53   | 49   | 77   | 79   | 81   | 56   | 64   | 64    | 68    | 63    | Σ    | 745  |

## 역사

### 유물
라덴부르크는 자신을 라인강의 오른쪽에 있는 독일에서 가장 오래된 도시로 묘사한다. 마을의 첫 번째 정착은 기원전 3000년에서 200년 사이에 일어났다. 기원전 200년에 가우 메의 켈트 중심가는 하이델베르크 근처의 하이리 겐 베르그에서 라덴부르크로 옮겨졌다. 40년에 로마인들은 수에비에 비안 엘베 독일인을 농민 민병대로 정착시켰다. 로마 자료에서 그들은 Suebi Nicrenses ( "Neckarsueben")라고 불린다. 서기 74년에 로마인들은 후기 도시의 핵심인 캠프 빌리지 ( vicus )가 있는 보조 요새를 세웠다. 수비대에는 게르만 카나 네파 테스의 보조 기병 사단이 포함되어 있었는데, 그 이름은 " 리크 마스터"를 의미한다.
98년에 황제 Trajan은 Lopodunum의 정착지를 키비타스 (도시 상태)와 Civitas Ulpia Sueborum Nicrensium의 수도로 높였다. 황제의 이방인 이름-Ulpius-장소는 Ulpia라는 별명을 받았다. 수많은 고고학적 발견에서 알 수 있듯이 정착지는 2 세기와 3 세기 초에 번성했다.
220년경에 로마 마을에는 시장 성당, 주간 시장, 사원, 로마 극장, 온천, 궁전, 성벽 이있는 포럼이 있었다. 공공 건물은 지역의 다른 정착지에 비해 비정상적으로 컸다. 벽으로 둘러싸인 면적은 약 32 헥타르였고, 흩어져있는 발견물은 약 45 헥타르의 정착 지역을 차지한다. 따라서 라덴부르크는 로트바일, Rottenburg, Bad Cannstatt, Bad Wimpfen, 하이덴하임안데어브렌츠 및 하이델베르크 이전에도 오늘날 Baden-Württemberg에서 가장 큰 로마 도시였다.
260년 또는 얼마 전, 제국군이 황폐한 땅을 버리고 나서 알라 만 니가 도시를 파괴한 것으로 보인다. 그러나 일부 지역 주민들은 머물면서 로마 지명을 전했다. 발렌 티니안 황제 나는 369년에 정착촌을 되찾았고, 네 카어에서만 들어갈 수 있는 고대 고대 항구 요새인 시골 성을 지었다. 5 세기 중반, 아마도 훈 제국의 붕괴 이후 454년경, 라덴부르크 지역의 로마 통치는 마침내 끝났다.

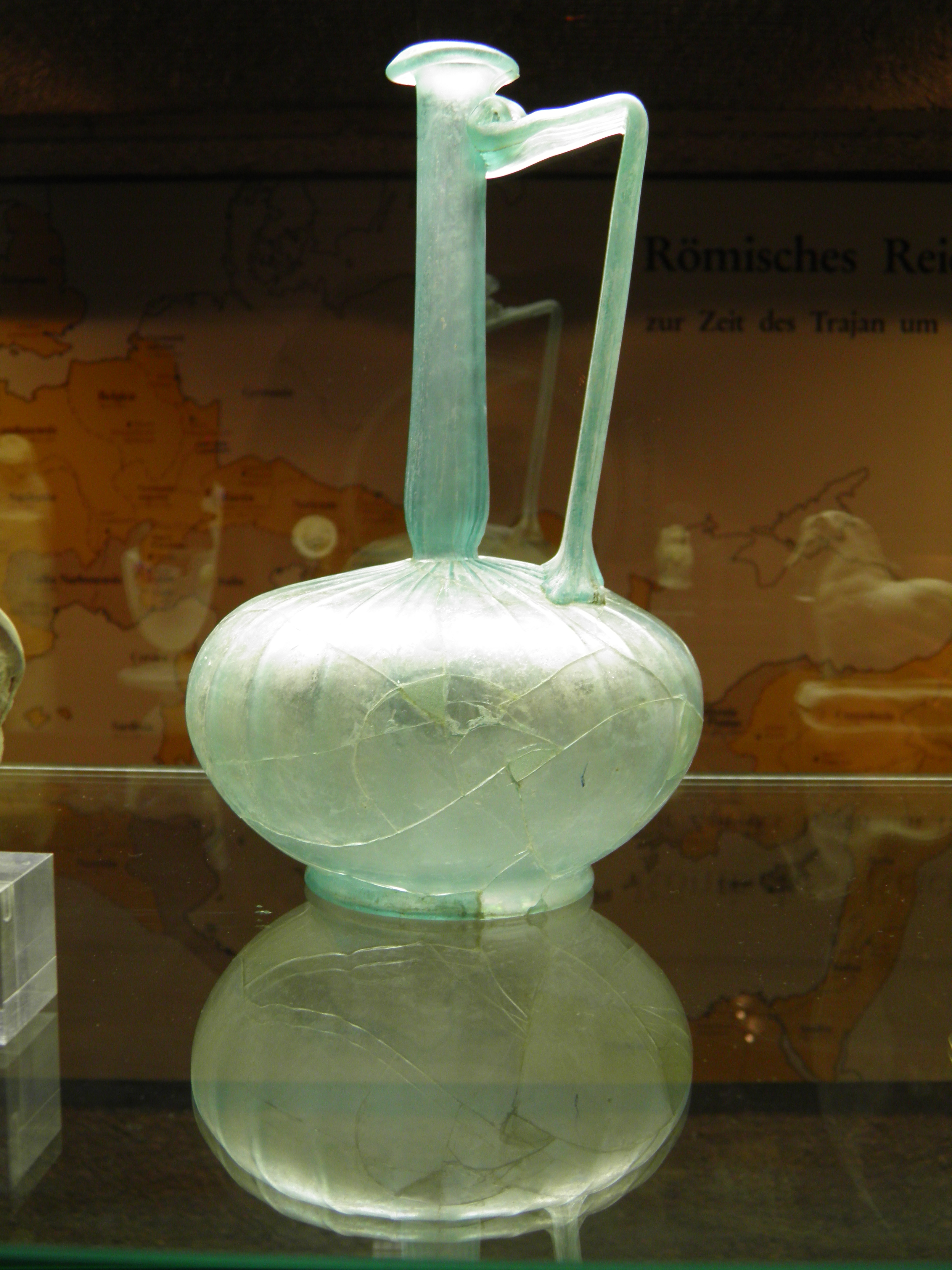
Lobdengau-Museum, Ladenburg, 이전에 Lopodunum의 고대 로마 유리 그릇

496년에 메로베우스 왕조는 라덴부르크에 궁전으로 전해지는 왕실을 지었다. Lobdenburg은의 수도가 되었다 Lobdengau . 628년에 프랑크인 왕 다고베르투스 1세가 마을과 지역을 웜 교구에 "내어 놓았다". 874년 독일인 루드비히 왕은 로베 텐 부르크를 기록했다. 카롤루스 왕조 시대에 라덴부르크는 왕실의 지속적인 존재를 전제로 한 Civitas Publica로 지정된 제국에서 몇 안되는 도시 중 하나였다. 이미 10 세기에 최초의 중세 성벽이 세워졌다. 1006년에 성자인 하인리히 2 세 왕은 보름 스 주교에게 라덴부르크 대성당 수도원의 모든 소유물을 확인했고 5년 후 주교에게 로브 덴 가우 카운티를 부여했다.
1253년에 커뮤니티는 Schultheiß, aldermen 및 시민들과 함께 처음 등장했다. 1385년에 라덴부르크에 대한 지배권은 불화 이후 웜과 팔츠로 나뉘었다.
1400년에 보름스 시민들은 주교에게 불순종하고 그를 추방했고, 그 결과 라덴부르크는 주교의 자리가 되었다. 1412년에 요한 2 세 폰 플레 켄 슈타인 주교는 성 갈루스 교회의 남쪽 타워를 지었다. "그는 주교로서 두 개의 타워를 가질 자격이 있기 때문이다." Johann III von Dalberg 주교 (1455-1503) 아래에서 라덴부르크는 가장 번성했다. 1512년 근대 문지방에서 그의 친구 막시밀리안 황제가 이 마을을 방문했다.

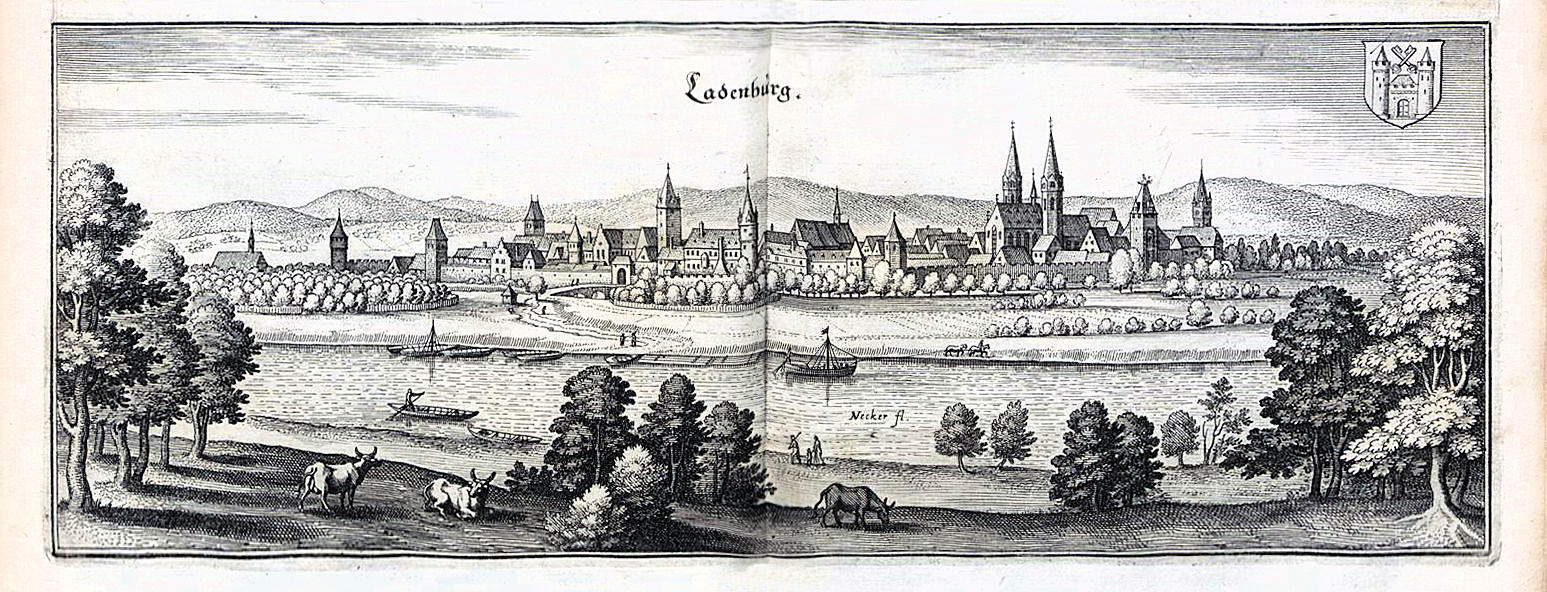
1645년 라덴부르크의 전망

### 현대
후기 개혁가인 요하네스 로이힐린은 책 컬렉션을 담당했는데, 이 책은 Lorsch Abbey에서 인수되었고 Dalberg의 소유물로 보완되었으며 오늘날 Bibliotheca Palatina로 알려져 있다. 1564년 크리스마스 이브에 St. Gallus에 있는 개혁주의 사제 Eckard와 Bettendorf 주교 사이에 싸움이 벌어졌다. 이듬해에 Bettendorf는 Wormsers와 화해하고 라덴부르크를 떠났다. 그 결과 Palatinate의 칼뱅주의 선거인 프리드리히 3세 폰 데어 팔츠 선제후는 성 금요일에 St. Gallus 교회를 약탈하고 가톨릭 이미지를 파괴했다. (Kurpfälzer Bildersturm)
30년 전쟁동안, 이 마을은 1622년 Mansfeld의 Peter Ernst II에 의해 부분적으로 파괴되었고, 9년 전쟁 (1689-1693) 동안 Mélac 장군에 의해 약탈되었다. 1705년에 형제 선거인 Johann Wilhelm과 주교 Franz Ludwig von Pfalz-Neuburg는 더 큰 영토 교환에 동의했다. 라덴부르크는 Neckarhausen과 함께 라덴부르크에 Oberamt (수석 사무소)를 설립한 팔츠 선제후국에 완전히 무너졌다.
프랑스 혁명 이후 라덴부르크는 1799년 연합 전쟁에서 점령당했고 나폴레옹 보나파르트는 유럽의 정치지도를 재정비했다. Kurpfalz는 해체되었고 도시는 Baden으로 무너졌다. 만하임 지역 사무소에 통합된 1863년까지 공식 거주지로 남아있었다. 1849년 바덴 혁명이 진압되었을 때 라덴부르크의 네 카어 다리는 치열한 논쟁을 벌였다. 혁명가들은 프로이센 왕국이 점령한 마을을 점령하는 데 성공하여 주군의 귀환 행군을 덮었다.
정치적으로 사회민주당은 1903년 이래 라덴부르크에서 가장 강력한 세력이었다. 바이마르 공화국 동안 좌파 정당 스펙트럼의 분열로 인해 독일 중앙당에 의해 일시적으로 가려졌다. 1930년부터 NSDAP는 1933년 3월 독일 국가의회 선거 34.2 %의 득표율을 얻은 가장 강력한 정당이었다.
Landkreis가 해체되면서 만하임 라덴부르크는 1973년 새로운 Rhein-Neckar-Kreis의 일부가 되었다. 1974년에 Altstadtfest (Old Town Festival)가 처음으로 열렸으며 그 이후로 방문객을 끌어들이는 자석으로 발전했다. 1979년에 이 도시는 연방 공모전인 "Stadtgestalt und Denkmalschutz im Städtebau"(도시 개발의 도시 설계 및 기념물 보호)에서 발터 셸 연방 대통령에 의해 금상을 수상했다. 1998년 이 도시는 1900 주년을 맞이했다. 같은 해 "Heimattage Baden-Württemberg"를 개최했다. 2005년에는 작은 Landesgartenschau 로도 알려진 Grünprojekt 2005 (Green Project)가 라덴부르크에서 열렸다.

### 역사적 인구
| 년   | 1439년 | 1577년 | 1777년 | 1852년 | 1925년 | 1950년 | 1961년 | 1967년 | 1970년 | 1991년 | 1995년 | 2005년 | 2010년 | 2015년 | 2020년 |
| ---- | ------ | ------ | ------ | ------ | ------ | ------ | ------ | ------ | ------ | ------ | ------ | ------ | ------ | ------ | ------ |
| 인구 | 1.175  | 1.330  | 1.472  | 2.930  | 4.993  | 7.125  | 8.338  | 8.280  | 9.799  | 11.791 | 11.801 | 11.510 | 11.513 | 11.420 | 11.661 |

## 정치

### 시장
시장 목록 :
| - 1914–1922 : 빌헬름 프리 치 - 1922 ~ 1931 : 크리스티안 코흐 ( SPD ) - 1931 ~ 1933 : 헤르만 하겐 - 1933 ~ 1934 : Alfred Reuther ( NSDAP ) - 1934 ~ 1945 : 커트 폴리 (NSDAP) | - 1945 ~ 1953 : Adam Herdt ( CDU ) - 1953 ~ 1965 : 헤르만 혼 ( FWV ) - 1965–1993 : SPD (Reinhold Schulz) - 1993–2001 : 롤프 레블 (CDU) - 2001–2017 : Rainer Ziegler (SPD) | - 2017년 이후 : Stefan Schmutz (SPD) |

### 시의회
라덴부르크 시의회에는 각각 5년동안 직접 선거에서 선출되는 22 명의 위원이 있다. 또한 시장은 시의회 의장이다. 2019년 지방 선거 결과 다음과 같은 결과가 나왔다. (괄호 안에 : 2014년과의 차이) :
| CDU | 27,0 % (− 4,5)  | 6 좌 (-1)  |
| GLL | 26,2 % (+ 10,3) | 6 좌 (+2)  |
| SPD | 23,8 % (− 3,5)  | 5 좌 (-1)  |
| FWV | 16,3 % (− 2,6)  | 4 좌 (± 0) |
| FDP | 6,8 % (+ 0,3)   | 1 좌 (± 0) |

### 팔의 외투
문장의 블레이 존은 다음과 같다 : 은색과 파란색으로 대각선으로 나눈 방패, 열린 문이 있는 붉은 성, 주석 도금 및 지붕이 있는 낮은 중앙 부분에 들어간 은색 문양, 두 개의 뾰족한 외부 백랍 탑 사이에 대각선으로 교차된 파란색 키 (수염이 올라옴) . 그것은 1253년의 인장으로 거슬러 올라간다. 19 세기에만 확립된 은색과 파란색은 Kurpfalz를 상징한다. 교차된 열쇠는 Worms 교구의 문장에서 나온다. 성은 아마도 성문으로 간주되어 시의 권리를 의미한다. 깃발은 파란색과 흰색이다.

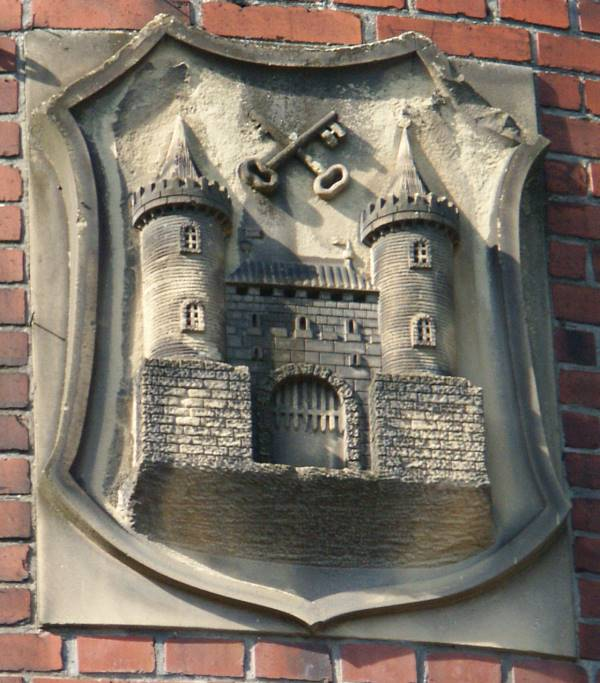
Ladenburg의 급수탑에서 잘못 변한 keybeards와 도시의 국장
라덴부르크 국기

## 주목할만한 인물
- 염색공의 아들이자 나중에 제국 백작인 요한 프리드리히 폰 자일 런 (1646–1715)은 라덴부르크에서 태어났다.
- 북미 최초의 독일어 인쇄 및 출판사인 Johann Christoph Sauer (1695–1757)는 라덴부르크에서 태어났다.
- 형제 Franz Xaver von Hertling (1780-1844)과 Friedrich von Hertling (1781-1850), 두 바이에른 전쟁 장관은 라덴부르크에서 태어났다.
- Michael Frey (1787-1832) 작곡가, 바이올리니스트 및 지휘자이다.
- Friedrich August Lehlbach (1805-1875) 목사, Baden Landtag 회원, 미국 정치가 Herman Lehlbach의 아버지
- Lambert Heinrich von Babo (1818-1899) 화학자이다.
- Heinrich Siegel (1830-1899), 법률 역사가 겸 빈 대학교 교수이다.
- 자동차 발명가이자 Bertha의 남편인 카를 벤츠 (1844-1929)는 1906년부터 1929년 사망할 때까지 라덴부르크에 살았다.
- 베르타 벤츠 (1849-1944) 칼의 아내이자 장거리 자동차를 처음으로 운전한 사람은 1944년 사망할 때까지 라덴부르크에 살았다.
- Martin Hartmann (변호사) (1870-1931) 변호사, Baden 사무소장이다.
- Elisabeth Trippmacher (1878-1969) 저자, 라덴부르크의 Ehrenbürgerin, 독일연방공화국 공로장 수상자이다.
- 독일 장군인 Hermann Hohn (1897-1968) 은 기사십자 철십자장을 수상한 두 세계 대전에서 복무했으며 12년동안 라덴부르크 시장을 역임했다.
- 그래픽 디자이너이자 책과 Hörspiele (라디오 드라마)의 저자인 Karl Langenbacher (1908-1965)는 라덴부르크에서 태어났다.
- Karl Wolf (1912-1975) 망치 던지기 선수 및 1952년 하계 올림픽 참가자이다.
- Reinhold Schulz (1931-2008)는 28년 동안 시장을 역임했으며 Ehrenbürger로 영예를 얻었으며 Reinhold-Schulz-Waldpark는 그의 이름을 따서 명명되었다.
- Karin Radermacher (1945-) SPD 정당의 정치가, 전 바이에른 Landtag 의원이다.
- Gerhard Kleinböck (1952-) SPD 정당 정치가, 현재 Baden-Württemberg Landtag 의원이다.
- Alexandra Philipps (1975-) 모델, 미인 대회, Miss Germany 1999 우승자이다.

## 국제 관계

### 쌍둥이 마을
라덴부르크는 다음과 자매 결연을 맺었다.
- Garango, Burkina Faso, since 1983[6]
- Paternion, Austria, since 1984